# Liste des attentats islamistes meurtriers aux Pays-Bas
Pour un article plus général, voir Liste des attentats islamistes meurtriers en Europe.
 (signalé en juin 2025).
Si vous disposez d'ouvrages ou d'articles de référence ou si vous connaissez des sites web de qualité traitant du thème abordé ici, merci de compléter l'article en donnant les références utiles à sa vérifiabilité et en les liant à la section « Notes et références ».
- Archive Wikiwix
- Bing
- Cairn
- DuckDuckGo
- E. Universalis
- Gallica
- Google
- G. Books
- G. News
- G. Scholar
- Persée
- Qwant
- (zh) Baidu
- (ru) Yandex
- (wd) trouver des œuvres sur Wikidata

Cette page recense la liste des attentats islamistes qui ont lieu aux Pays-Bas et qui ont fait au moins un mort.

## Années 2000-2009
| Date            | Ville     | Lieu(x) | Nombre de morts | Organisation terroriste | Victimes      | Article détaillé            |  |
| --------------- | --------- | ------- | --------------- | ----------------------- | ------------- | --------------------------- |  |
| 2 novembre 2004 | Amsterdam | Rue     | 1               |                         | Theo van Gogh | Assassinat de Theo van Gogh |  |
| Total           | Total     | Total   | 1               |                         |               |                             |  |

## Années 2010-2019
| Date         | Ville   | Lieu(x) | Nombre de morts | Organisation terroriste | Victimes | Article détaillé                    |  |
| ------------ | ------- | ------- | --------------- | ----------------------- | -------- | ----------------------------------- |  |
| 18 mars 2019 | Utrecht | Tramway | 4               |                         |          | Fusillade du 18 mars 2019 à Utrecht |  |
| Total        | Total   | Total   | 4               |                         |          |                                     |  |

## Attaque non meurtrière
| 31 août 2018 | Amsterdam | Gare centrale d'Amsterdam | 2 |  | Attaque du 31 août 2018 à la gare centrale d'Amsterdam |  |  |
| Total        | Total     | Total                     | 2 |  |                                                        |  |  |